# Gonzalo Quijano
Pour les articles homonymes, voir Quijano.
Gonzalo Quijano Diez-Velasco né le 21 avril 1999, est un joueur espagnol de hockey sur gazon.

## Carrière
Il a été appelé en équipe première en 2022 pour concourir à la Ligue professionnelle 2021-2022.